# پارکر والبی

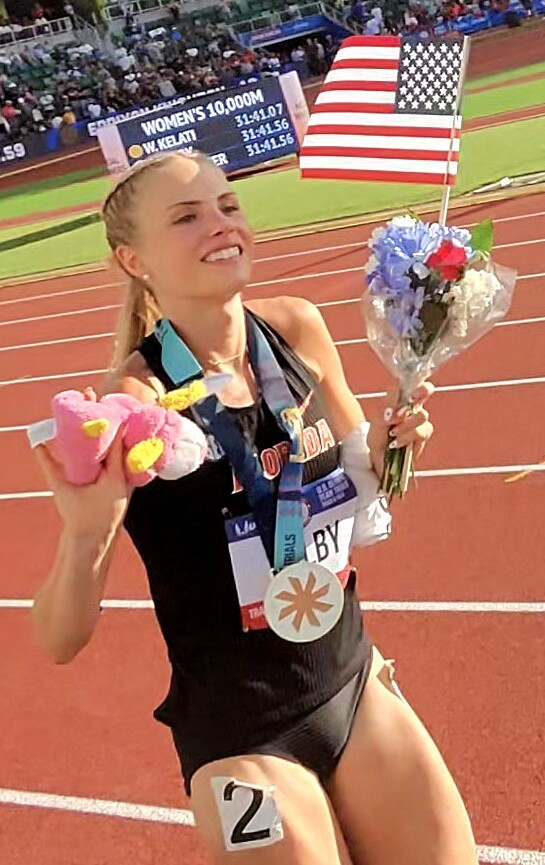
2024 ایالات متحده امریکا

پارکر آلیس والبی (زاده ۲۷ سپتامبر ۲۰۰۲) یک ورزشکار دو و میدانی و دو صحرانوردی آمریکایی است. او شش بار قهرمان ان‌سی‌ای‌ای و دارنده رکورد فعلی ان‌سی‌ای‌ای برای دو ۵۰۰۰ متر داخل سالن، ۵۰۰۰ متر در فضای باز و ۱۰۰۰۰ متر در فضای باز است.

## اوایل زندگی
والبی اهل ایست لیک، شهرستان پینلاس، فلوریداست و در دبیرستان ایست لیک تحصیل کرد. او قبل از اولین دویدن دو صحرانوردی در سال ۲۰۱۶ یک شناگر رقابتی بود. وقتی از او خواسته شد که دو و میدانی را نیز امتحان کند، در ابتدا تمایلی نداشت و به این معنی بود که باید ورزش لاکراس را رها کند. او قهرمان ایالت فلوریدا و رکورددار تمام دوران ایالت فلوریدا شد در حالی که هنوز جوان بود. با این حال، او به دلیل دنیاگیری کووید-۱۹ نتوانست در سال آخر خود در مسابقات شرکت کند.

## پیگیری ورزش در دانشگاه
والبی برای دانشگاه فلوریدا رقابت می‌کند. سال دوم او در مسابقات دو ۵۰۰۰ متر مسابقات دو و میدانی اتحادیه ملی ورزش دانشگاهی نایب قهرمان شد. این رتبه دوم به فلوریدا کمک کرد تا عنوان قهرمانی را برای تیم به دست آورد.
پاییز سال بعد، والبی بار دیگر نایب قهرمان شد، اما این بار در مسابقات دو صحرانوردی ان‌سی‌ای‌ای در اوکلاهاما. بهار همان سال، او در مسابقات دو و میدانی ان‌سی‌ای‌ای ۲۰۲۳ در دوی ۵۰۰۰ متر قهرمان شده بود و به فلوریدا کمک کرد به عنوان نایب قهرمان تیمی دست یابد.
والبی در دعوت ویسکانسین ناتیکامب رقیبش کاتلین توهی را شکست داد.
در نوامبر ۲۰۲۳، او قهرمان مسابقات دو صحرانوردی ان‌سی‌ای‌ای در شارلوتزویل، ویرجینیا شد. او رکورد جدید ان‌سی‌ای‌ای برای مسیر ۶ کیلومتر را به دست آورد. او این رکورد را با ۱۰ ثانیه زودتر رسیدن نسبت به دوریس لمگول از دانشگاه آلاباما برنده شد.
در ۲ دسامبر ۲۰۲۳، والبی در حالی که در دانشگاه بوستون مسابقه می‌داد، رکورد جدیدی در ان‌سی‌ای‌ای برای ۵۰۰۰ متر داخل سالن به نام خود ثبت کرد. رکورد او با رکورد قبلی که توسط امیلی سیسون در سال ۲۰۱۵ ثبت شده بود، حدود ۱۵ دقیقه اختلاف داشت.
در مسابقات دو و میدانی داخل سالن ان‌سی‌ای‌ایبخش یکم در سال ۲۰۲۴، والبی رکورد دانشگاهی خود را در ۵۰۰۰ متر شکست و عنوان دیگری را در ان‌سی‌ای‌ای به دست آورد. روز بعد او همچنین با رکورد شخصی زمان ۸:۴۱٫۵۰ برنده مسابقات قهرمانی کشور ۳۰۰۰ متر داخل سالن شد.
در آوریل ۲۰۲۴، او زمان ۳۰:۵۰٫۴۳ را برای دوی ۱۰۰۰۰ متر در مسابقات دعوتی برایان کلی در آزوسا، کالیفرنیا دوید. این یک رکورد جدید دانشگاهی در آمریکا بود که قبلاً در اختیار لیزا اوهل بود. والبی رکورد قهرمانی جدیدی را با برنده شدن در ۵۰۰۰ متر در مسابقات قهرمانی همایش جنوب شرقی در گینزویل، فلوریدا در ۱۱ می ۲۰۲۴ به دست آورد.

## حامیان
در ژوئن ۲۰۲۳، والبی قراردادی را با برند پوشاک ورزشی نایک امضا کرد. با انجام این کار، او اولین ورزشکار زن دانشجو دو و میدانی شد که با این شرکت قرارداد نام و تصویر امضا کرد.

## افتخارات و جوایز
بهترین ورزشکار زن سال همایش جنوب شرقی ۲۰۲۴
بهترین ورزشکار دانشجو سال ۲۰۲۴ در فضای باز
انجمن مربیان دو و میدانی و دو صحرانوردی ایالات متحده ان‌سی‌ای‌ای بخش یکم بهترین دونده سال ملی زنان در فضای باز، ۲۰۲۴
انجمن مربیان دو و میدانی و دو صحرانوردی ایالات متحده ان‌سی‌ای‌ای بخش یکم بهترین دونده سال ملی بانوان داخل سالن، ۲۰۲۴
جایزه ورزشی هوندا: دو صحرانوردی ۲۰۲۴
انجمن مربیان دوومیدانی و دو صحرانوردی ایالات متحده لنس هارتر ورزشکار ملی سال: دو صحرانوردی ۲۰۲۳